# Начальник Флота (Новая Зеландия)
Начальник Флота (англ. Chief of Navy) — высшая офицерская должность в Королевском флоте Новой Зеландии.
Действующим Начальником Флота является контр-адмирал Джек Стир — с 30 ноября 2012 года.

## Полномочия и назначение
Начальник Флота несёт ответственность перед Начальником Сил обороны за увеличение, обучение и поддержание военно-морских сил, необходимых для достижения согласованных задач государственного значения, выступая в качестве его главного советника по вопросам военно-морских сил. На должность Начальника флота традиционно назначется военно-морской офицер в ранге контр-адмирала, а срок его полномочий, как правило, составляет три года.

## История
Королевский флот Новой Зеландии был создан 1 октября 1941 года, и с того дня им начал руководить Начальник Штаба флота и Первый военно-морской член. В соответствии с обычной британской практикой, названия руководителей и офицеров Королевского флота были переняты и Новой Зеландией. К тому же, пост Начальника Штаба ВМС до 1960 года всегда занимал британский офицер, до того как на эту должность был назначен Питер Фиппс. В 1970 году название должности было изменено на пост Начальника Штаба флота, и в 2003 году — Начальника Флота.

## Начальники Флота (с 1 октября 1941 года)
Знак «*» означает, что данный офицер впоследствии получил звание вице-адмирала и пост Начальника Сил обороны.
| Ранг                                               | Имя               | Принадлежность | Начало         | Конец          |
| -------------------------------------------------- | ----------------- | -------------- | -------------- | -------------- |
| Начальник Штаба флота и Первый военно-морской член |                   |                |                |                |
| Коммодор                                           | Эдвард Пэрри      | КФВ            | 1 октября 1941 | июнь 1942      |
| Коммодор                                           | Этвелл Генри Лейк | КФВ            | июнь 1942      | 12 июля 1945   |
| Коммодор                                           | Джордж Фолкнер    | КФВ            | 13 июля 1945   | май 1947       |
| Коммодор                                           | Джордж Симпсон    | КФВ            | июль 1947      | июнь 1950      |
| Коммодор                                           | Ф. А. Бэланс      | КФВ            | июнь 1950      | апрель 1953    |
| Коммодор                                           | Чарльз Мэдден     | КФВ            | апрель 1953    | май 1955       |
| Контр-адмирал                                      | Джон Макбит       | КФВ            | май 1955       | февраль 1958   |
| Контр-адмирал                                      | Майкл Виллиерс    | КФВ            | февраль 1958   | март 1960      |
| Контр-адмирал                                      | Питер Фиппс*      | КФНЗ           | апрель 1960    | июнь 1963      |
| Контр-адмирал                                      | Ричард Уэшборн    | КФВ/КФНЗ       | июнь 1963      | сентябрь 1965  |
| Контр-адмирал                                      | Джон Росс         | КФНЗ           | октябрь 1965   | июнь 1969      |
| Контр-адмирал                                      | Лоуренс Карр      | КФНЗ           | июль 1969      | мая 1970       |
| Начальник Штаба флота                              |                   |                |                |                |
| Контр-адмирал                                      | Лоуренс Карр      | КФНЗ           | июнь 1970      | июнь 1972      |
| Контр-адмирал                                      | Эдвард Торн       | КФНЗ           | июль 1972      | декабрь 1975   |
| Контр-адмирал                                      | Джон Маккензи     | КФНЗ           | декабрь 1975   | декабрь 1977   |
| Контр-адмирал                                      | Нил Андерсон*     | КФНЗ           | декабрь 1977   | апрель 1980    |
| Контр-адмирал                                      | Кит Солл          | КФНЗ           | апрель 1980    | апрель 1983    |
| Контр-адмирал                                      | Седрик Стюард     | КФНЗ           | апрель 1983    | февраль 1986   |
| Контр-адмирал                                      | Линкольн Темперо  | КФНЗ           | февраль 1986   | май 1987       |
| Контр-адмирал                                      | Дуглас Дометт     | КФНЗ           | май 1987       | май 1989       |
| Контр-адмирал                                      | Самфорд Тигл*     | КФНЗ           | май 1989       | март 1991      |
| Контр-адмирал                                      | Иэн Хантер        | КФНЗ           | март 1991      | апрель 1994    |
| Контр-адмирал                                      | Джек Уэлш         | КФНЗ           | апрель 1994    | 7 апреля 1997  |
| Контр-адмирал                                      | Фред Уилсон       | КФНЗ           | 8 апреля 1997  | апрель 2000    |
| Контр-адмирал                                      | Питер Макхэффи    | КФНЗ           | апрель 2000    | апрель 2003    |
| Начальник Флота                                    |                   |                |                |                |
| Контр-адмирал                                      | Питер Макхэффи    | КФНЗ           | апрель 2003    | 7 апреля 2004  |
| Контр-адмирал                                      | Дэвид Ледсон      | КФНЗ           | 8 апреля 2004  | апрель 2009    |
| Контр-адмирал                                      | Энтони Парр       | КФНЗ           | апрель 2009    | 29 ноября 2012 |
| Контр-адмирал                                      | Джек Стир         | КФНЗ           | 30 ноября 2012 | н.в.           |